# ژو شون
ژو شون (به انگلیسی: Zhou Xun) (زاده ۱۸ اکتبر ۱۹۷۴) بازیگر و خواننده چینی است.

## فیلم‌شناسی
| سال  | نام                         | نقش         |
| ---- | --------------------------- | ----------- |
| ۱۹۹۹ | امپراتور و آدم‌کش            | دختر نابینا |
| ۲۰۰۸ | شبح خبیث                    | شیائو وِی    |
| ۲۰۰۸ | همه چیز درباره زنان         | اُ او فن فن  |
| ۲۰۰۹ | پیام                        | گو شیائومنگ |
| ۲۰۱۰ | کنفوسیوس                    | نانزی       |
| ۲۰۱۰ | افسانه واقعی                | یوآن یینگ   |
| ۲۰۱۱ | تأسیس یک حزب                | وانگ هوییوو |
| ۲۰۱۱ | پرواز شمشیرهای دروازه اژدها | جِید         |
| ۲۰۱۲ | کلاود اطلس                  | مدیر هتل    |